# Максімас Катхе
Максімас Катхе (лит. Maksimas Katchė; 5 листопада 1879, Йонішкіс, Ковенська губернія — 10 червня 1933, Біржай, Литва) — литовський військовий діяч німецького походження; полковник російської, а після здобуття Литвою незалежності — генерал литовської армії.

## Життєпис
Максімас Катхе народився 5 листопада 1879 у Йонішкісі. Освіту здобув в Ризькому реальному училищі, яке закінчив у 1897 році.
3 липня 1897 року Максімас вступив на службу до Російської армії. У 1899 році закінчив Санкт-Петербурзьке піхотне юнкерське училище. Випущений до 116-го піхотного Малоярославського полку підпоручником 1 вересня 1899 року. 1 вересня 1903 року підвищений до поручника.
Учасник російсько-японської війни 1904—1905 років. Був контужений. Нагороджений орденом святого Георгія 4-го ступеня. У 1907 році отримав звання штабс-капітан. З 1908 по 1911 рік військовик навчався у Віленському військовому училищі.
Воював на фронтах Першої світової війни у 108-му піхотному Саратовському полку. 5 жовтня 1914 отримав звання підполковника за відмінні дії проти німців. З 3 вересня 1916 року — полковник. У 1916 році Катхе був нагороджений Георгіївською зброєю. З грудня 1916 року Максімас Катхе командував 682-м піхотним Байкальським полком. Пізніше — командир 17-го сторожового полку.

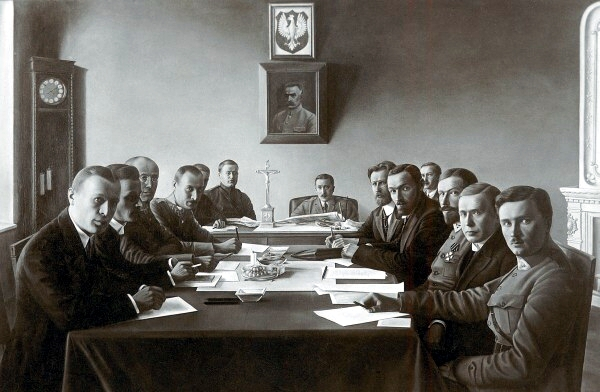
Польська (ліворуч) та литовська (праворуч) делегації під час мирних перемовин в Сувалках.

Восени 1918 року Катхе повернувся до Литви, де 16 квітня 1919 року був мобілізований до литовської армії. Служив в окремому Паневезькому батальйоні, командував 2-ю бригадою, а після її переформування — 2-ю піхотною дивізією. Успішно воював проти більшовиків, білогвардійців і поляків під час війни за незалежність Литви. Розробив Зарасайську наступальну операцію. Серед інших литовських військових отримав латвійський Військовий орден Лачплесіса. З 1 березня 1920 року Катхе генерал-лейтенант литовської армії. 13 липня 1920-го військовик був призначений на посаду начальника генштабу. Восени 1920 року очолював литовську делегацію на мирних переговорах з Польщею. З 23 жовтня 1920-го — офіцер з особливих доручень. Організував Вищі офіцерські курси, начальником яких і був призначений 1 квітня 1921 року. 26 травня 1921 року генерала знову призначили начальником Генштабу. 7 жовтня 1922 року за станом здоров'я і власним проханням був звільнений в запас. 
Після завершення служби в армії Литви Максімас Катхе проживав у своєму маєтку в Біржаї, де й помер 10 червня 1933 року. Похований на кладовищі Лютеран Євангелістів.